# Hetepsekhemui
Hetepsekhemui (alternativt Hotepsekhemwy, mer korrekt Hor-Hetepsekhemui) är horusnamnet på den första faraonen av den Andra dynastin och regerade troligen omkring 2855 f. Kr. Det finns bara väldigt knapphändiga uppgifter om hans regeringstid.

## Familj
Hetepsekhemui hade en son vid namn Perneb men hans efterträdare var Nebre, som troligen var hans bror eller son. Det är okänt om han var besläktad med den gamla Thinitiska grenen av härskare eller inte. Han var dock svärson till Ka genom giftermål med en prinsessa. Oavsett detta så offrade han till minnet av honom och var möjligtvis ansvarig för Kas begravning. 

## Regeringstid
Samtida fynd tyder på att det var inte var utan svårigheter som Hetepsekhemui övertog tronen efter Ka. Fynd från Abydos visar att en viss Seneferka och en nästan helt okänd kung "Fågel" samregerade i mellan ett och tre år. De verkar ha bråkat internt om tronen när Hetepsekhemui tog tillfället i akt och avslutade maktkampen till sin fördel. Detta stöds av hans ovanliga horusnamn som betonar att de två halvorna Nedre och Övre Egypten är nöjda.
Hur länge han regerade är okänt. Enligt Turinpapyrusen regerade han i hela 95 år men eftersom ingen Sed-festival omnämns någonstans var det troligen mindre än 30 år. Konflikter mellan Horus och Set-fraktionerna i samhället var ansträngda och hotade splittra landet. Sigill med "Hetepsekhemui" har hittats utanför Kas grav i Abydos. Enligt Manetho (via Africanus) så öppnades en avgrund (jordbävning?) vid Bubastis under hans 38:e regeringsår vilken orsakade många dödsoffer.

## Grav
Som begravningsplats valde han inte den traditionella nekropolen Peqer nära Abydos, utan istället Sakkara. Hans grav ligger under jord sidan om Unas pyramid under gångbron som leder till pyramiden. Hetepsekhemuis gravbyggnad demolerades totalt vid bygget av Unas pyramid men tack vare att han för första gången i världshistorien lät hugga graven direkt ur berget överlevde den. Gravplatsen hittades av en slump 1902 av italienske arkeologen Alessandro Barsanti. 
I graven fann man sigill med Hetepsekhemuis namn innan graven förseglades igen efter mått tagits. Den har inte undersökts på över 100 år. Konstruktionen är 120 meter lång och 40 meter bred med över 70 magasinsrum. Sigill från både Hetepsekhemui och Nebre har hittats där.
Det kan även tyda på att detta kanske var Nebres grav eftersom gravplatsen för Hetepsekhemui inte är lokaliserad och kanske befinner sig någon annanstans i området.

## Titulatur referenser
1. ↑  Det sista tecknet har osäker betydelse
2. ↑  Regerade enligt Africanus i 38 år.
3. ↑  Ingen regeringstid nämnd.